# 竹田智史
竹田 智史（たけだ さとし、1980年5月21日 - ）は、高知県南国市出身の元プロバスケットボール選手である。ポジションはシューティングガード。身長185cm、体重72kg。

## 来歴
12歳の時にバスケットボールを始める。南国市立鳶ヶ池中学校から高知工業高校に進学し、高校総体、ウインターカップなどの全国大会に出場する。
1999年に高校卒業後、高知県の一般クラブチームを経て大阪ディノニクスに入団。bjリーグ発足後の2005-06シーズンは大阪エヴェッサに在籍し、優勝に貢献する。
2006年、2006-07シーズンよりbjリーグに新規参入する高松ファイブアローズに移籍し、準優勝に貢献。
2008-09シーズンは高松のキャプテンを務めて、プレイオフ進出に貢献。
2009-10シーズンはプロでは初挑戦となるポジション・ポイントガードでも試合出場している。1試合平均得点で自己最高の10.9得点を記録。
2010-11シーズン、bjリーグオールスターゲーム本戦に初出場。
2011年7月、FA権を行使して大阪エヴェッサに復帰し、2シーズン在籍。
2013年、NBLの新規参入チーム・つくばロボッツに移籍。2014年11月30日に退団。2015年、和歌山トライアンズに入団。
2015年9月26日、自身のfacebookで引退を発表した。

## エピソード
- 高松ファイブアローズに移籍後、bjリーグ公式戦でダンクを14本決めている（2010-11シーズン終了時まで）。bjリーグの日本人選手ではトップクラスの数字である[4]。1シーズン最高は2007-08の6本。
bjリーグオールスターゲームダンクコンテストの出場経験もある他、2010-11オールスターゲームの試合中にも1本成功している。
- 体を張ってどこまでもボールを追いかけるプレーが持ち味である。スポンサーボード等を越えて観客席まで飛び込む姿もよく見られる。
- 好きな食べ物は麺類と肉、豆腐。嫌いな食べ物はナス。お酒はビール党。特にアサヒスーパードライ。

## 成績
| シーズン         | チーム        | GP | GS | MPG  | FG%  | 3P%  | FT%  | RPG | APG | SPG  | BPG | TO  | PPG  |
| ---------------- | ------------- | -- | -- | ---- | ---- | ---- | ---- | --- | --- | ---- | --- | --- | ---- |
| bjリーグ 2005-06 | 大阪          | 15 |    | 4.9  | .318 | .091 | .529 | 0.5 | 0.1 | 0.20 | 0.1 | 0.2 | 1.6  |
| bjリーグ 2006-07 | 高松          | 40 |    | 10.8 | .422 | .333 | .690 | 1.4 | 0.8 | 0.4  | 0.6 | 0.9 | 3.9  |
| bjリーグ 2007-08 | 高松          | 44 |    | 17.5 | .496 | .303 | .690 | 1.8 | 2.0 | 1.0  | 0.3 | 1.3 | 7.0  |
| bjリーグ 2008-09 | 高松          | 51 | 27 | 14.5 | .458 | .295 | .639 | 1.8 | 1.1 | 0.8  | 0.2 | 1.0 | 5.8  |
| bjリーグ 2009-10 | 高松          | 51 | 49 | 28.6 | .461 | .283 | .678 | 4.5 | 1.4 | 1.3  | 0.2 | 2.1 | 10.9 |
| bjリーグ 2010-11 | 高松          | 40 | 31 | 22.8 | .449 | .354 | .731 | 3.7 | 1.4 | 1.6  | 0.2 | 1.6 | 10.7 |
| bjリーグ 2011-12 | 大阪          | 52 | 26 | 17.3 | .441 | .361 | .607 | 1.9 | 0.6 | 0.6  | 0.1 | 1.0 | 6.5  |
| bjリーグ 2012-13 | 大阪          | 48 |    | 14.9 | .407 | .276 | .534 | 1.6 | 0.9 | 0.6  | 0.2 | 1.0 | 4.2  |
| NBL 2013-14      | つくば        | 47 |    | 17.3 | .419 | .357 | .583 | 2.1 | 0.6 | 0.8  | 0.1 | 1.1 | 6.0  |
| NBL 2014-15      | つくば/和歌山 | 48 |    | 13.8 | .322 | .303 | .593 | 1.6 | 0.6 | 0.7  | 0.1 | 1.3 | 3.5  |